# Етруса
Етруса (фр. Etroussat) насеље је и општина у централној Француској у региону Оверња, у департману Алије која припада префектури Мулен.
По подацима из 2011. године у општини је живело 724 становника, а густина насељености је износила 55,56 становника/km². Општина се простире на површини од 13,03 km². Налази се на средњој надморској висини од 321 метар (максималној 374 m, а минималној 265 m).

## Демографија
| 1962. | 1968. | 1975. | 1982. | 1990. | 1999. | 2011. |
| ----- | ----- | ----- | ----- | ----- | ----- | ----- |
| 684   | 705   | 672   | 624   | 647   | 605   | 724   |

График промене броја становника у току последњих година